# Silesia City Center

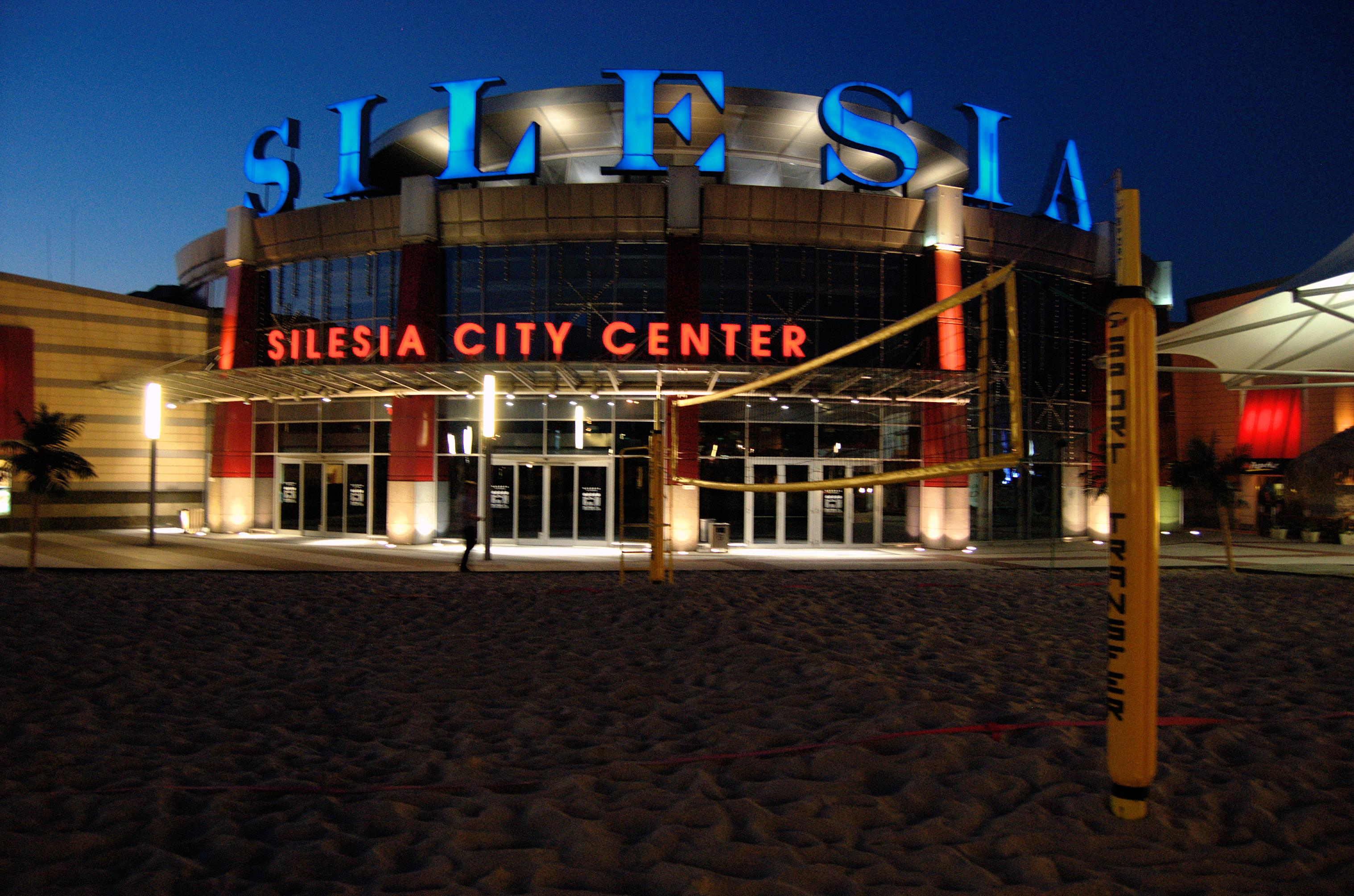
SCC – wejście główne

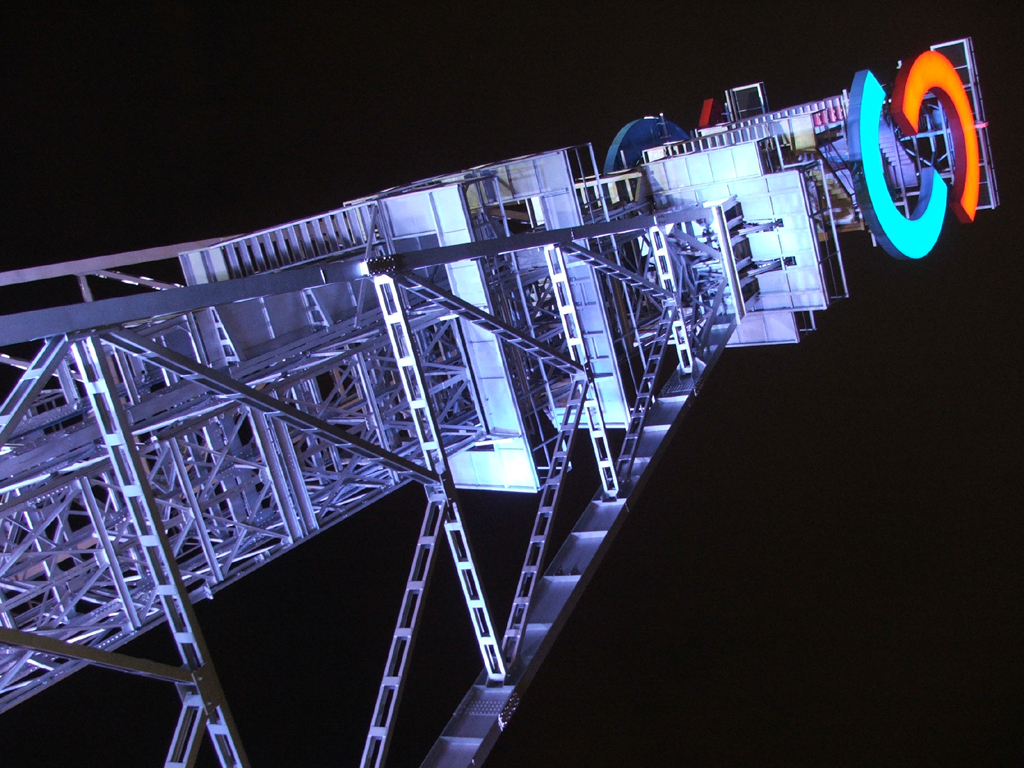
SCC – dawna kopalniana wieża wyciągowa

Silesia City Center – jedno z największych centrów handlowo-usługowo-rozrywkowych w Polsce (piąte pod względem powierzchni handlowej) o łącznej powierzchni kilkuset tysięcy m², z czego 86 000 m² to powierzchnia handlowa, 100 000 m² mieszkalna (osiedle Dębowe Tarasy) i 60 000 m² – biurowa (Silesia Office Towers). Znajduje się w Katowicach przy ul. Chorzowskiej 107 (tereny byłej KWK „Gottwald”). Obiekt został otwarty 18 listopada 2005 roku. Inwestorem było węgierskie przedsiębiorstwo TriGranit Development Corporation. Właścicielem części handlowej jest przedsiębiorstwo NEPI Rockcastle (stan na czerwiec 2025).

## Wnętrze
W Silesia City Center znajduje się 310 sklepów, punktów handlowo-usługowych, kawiarni i restauracji oraz trzynaście sal kinowych (Cinema City). Na dachu mieści się ogród. Znajduje się tu także parking (A, B) – częściowo podziemny (C, D, E) oraz nadziemny (F), D i F strzeżone, a także bezpłatny parking dla rowerzystów. We wnętrzu na jednym z tzw. placów (Plac Tropikalny) znajduje się fontanna, w której woda z jednej z dysz wyrzucana jest na wysokość ok. 13 metrów. Centrum jest podzielone na 13 tzw. alei, nazwanych od miast Górnego Śląska i Zagłębia Dąbrowskiego, i 8 tzw. placów tematycznych, pełniących funkcję miejsc odpoczynku i spotkań. Sklepy znajdują się wokół tzw. placów lub wzdłuż korytarzy – tzw. alei, których łączna długość wynosi ponad 1 km.
W styczniu 2007 r. na terenie Silesia City Center pojawiły się punkty dostępowe do sieci internetowej. Internet jest dostępny na tzw. Placu Tropikalnym oraz w centrum rozrywkowym Fun City.
Okresowo funkcjonuje odpłatne lodowisko, szatnia i wypożyczalnia łyżew, a w okresie wiosenno-letnim – boisko do siatkówki plażowej lub koszykówki.

## Otoczenie
Niektóre historyczne budynki dawnej kopalni, usytuowane w centralnym punkcie – przy wejściu do nowego obiektu – zostały odrestaurowane i przeznaczone do innych funkcji. Zabytkowa wieża szybu kopalnianego „Jerzy” (niem.: „Georg”) jest symbolem połączenia przeszłości z przyszłością. Na zewnątrz zgromadzone zostały eksponaty związane z górnictwem, mające przypominać o dawnym charakterze tego miejsca. W odnowionym budynku dawnej kotłowni maszyny wyciągowej (w późniejszych latach był tam basen) znajdują się m.in. galeria sztuki przedsiębiorstwa Almi Decor i siedziba dyrekcji SCC. W budynku maszynowni szybu „Jerzy” urządzona została kaplica patronki górników – św. Barbary, poświęcona 3 grudnia 2005 roku.

## Rozbudowa i przyszłe plany
W 2009 zakończono budowę osiedla mieszkaniowego „Dębowe Tarasy”, będącego częścią SCC, położonego w północnej części kompleksu. Jest to II etap budowy wielkomiejskiego centrum. Sama budowa Dębowych Tarasów podzielona jest na cztery etapy. Docelowo ma powstać 12 budynków mieszkalnych (4 duże, 8 mniejszych), w chwili obecnej ukończono drugi etap budowy „Dębowych Tarasów”. Pierwsi lokatorzy wprowadzili się do nowych mieszkań pod koniec 2008 roku.
III etapem jest budowa na terenie dawnych Pracowniczych Ogródków Działkowych Dębianka dwóch wieżowców (Silesia Towers), w których będą się mieściły biura. Wieżowce mają mieć 125 i 55 metrów. Obecnie inwestycja jest wstrzymana.
Jesienią 2010 rozpoczęto budowę dodatkowych 20 000 m² powierzchni, na której znajdzie się 60 sklepów. Łącznie SCC będzie miała powierzchnię 86 000 m². Prace zakończono w październiku 2011. 12 października 2011 na zamkniętej imprezie VIP-owskiej z okazji otwarcia nowej części SCC pojawiła się Paris Hilton, obecna także dzień później o godzinie 17 na oficjalnej imprezie publicznej.